# 圣若昂-杜波莱西尼
圣若昂-杜波莱西尼是巴西南大河州的一个市镇。总面积85.633平方公里，总人口2702人，人口密度31.6人/平方公里。